# Tomillar

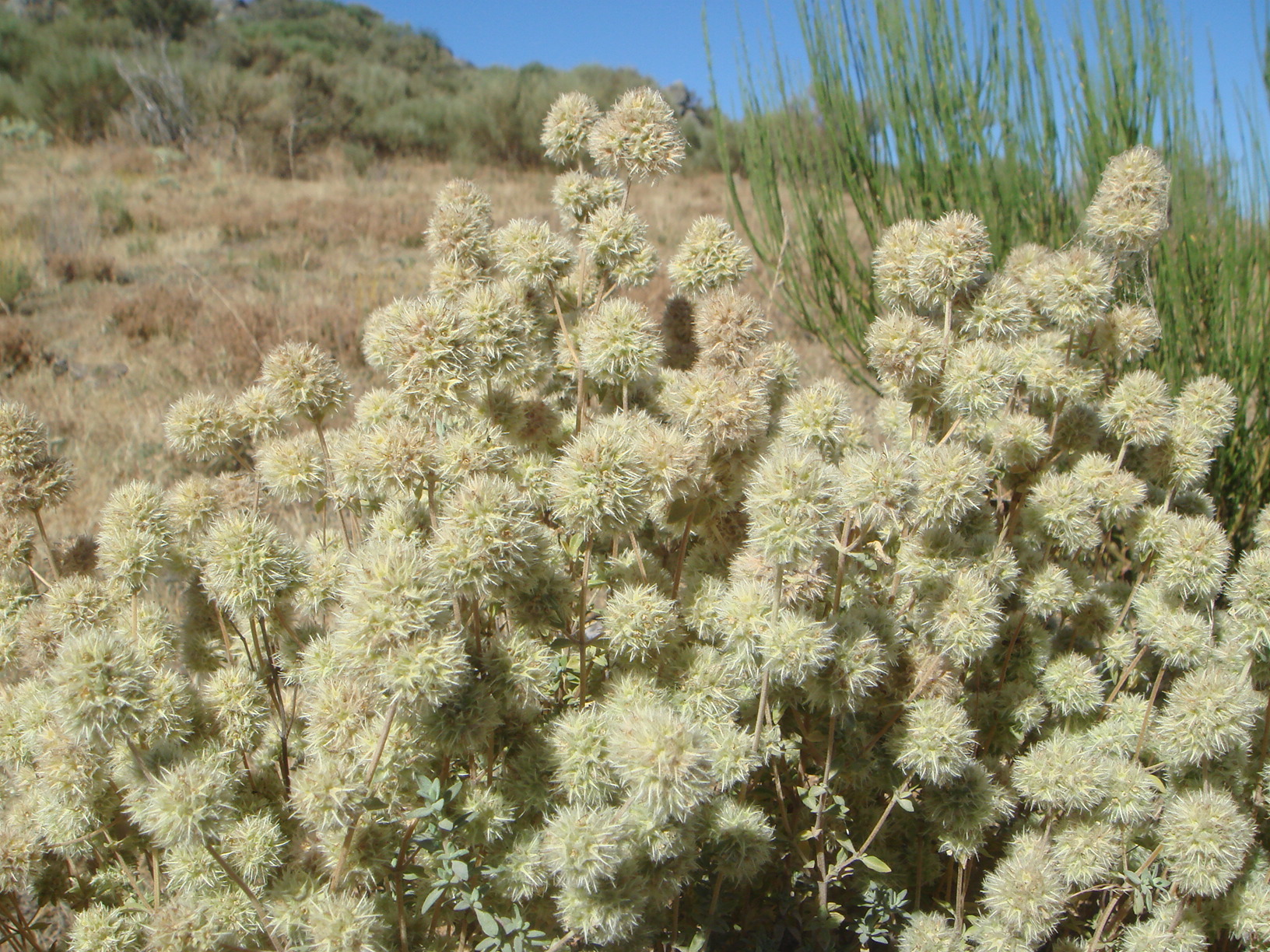
Tomillo blanco en un matorral

Se entiende por tomillares a los matorrales de pequeño porte en los que abundan plantas aromáticas, entre las que predominan las distintas especies de tomillo  (Thymus mastichina, Thymus zygis, Thymus mastigophorus). Son plantas frecuentes en los tomillares: Veronica javalambrensis, Lepidium subulatum, Helianthemum hirtum, Fumana procumbens, Astragalus incanus, Convolvulus lineatus, Ononis tridentata y Coronilla minima.
Se encuentran en las laderas yesosas de los cerratos, en laderas calcáreas orientadas al sur y raramente sobre suelos silíceos empobrecidos procedentes de encinares degradados.
Los salviares y tomillares son los matorrales mesetarios de suelos calizos más característicos. En ellos la salvia (Salvia lavandulifolia), el espliego (Lavandula latifolia), el tomillo salsero y el lino blanco (Linum suffruticosum) son plantas de presencia casi constante.
Son comunidades que se reconocen fácilmente y muy ricas en especies. Durante la floración, dada la extraordinaria variedad de colores, llaman mucho la atención. Así por ejemplo pueden ser:
- Blanquecinas: Cephalaria leucantha, Dorycnium pentaphyllum, Thymus zygis etc.

- Amarillas: Coronilla minima, Fumana procumbens, Genista scorpius, Helianthemum apenninum, Helianthemum cinereum, Helianthemum hirtum, Helichrysum stoechas, Hippocrepis commutata, etc.

- Azuladas: Aphyllantes monspeliensis, Globularia vulgaris, Hyssopus officinalis, Lavandula latifolia, Linum austriacum, Linum narbonense, Lithodora fruticosa, Salvia lavandulifolia, etc.

- Rojizas o rosadas: Astragalus incanus, Coris monspeliensis, Phlomis herba-venti, etc.

Por degradación del encinar el matorral yesífero está dominado por la presencia de la garbancera (Ononis tridentata). Junto a esta se puede encontrar Ephedra distachya, Helianthemum apenninum, Lepidium subulatum, Koeleria vallesiana o Pinus halepensis, resultante de las repoblaciones. Junto a la presencia de los gipsófitos mencionados, existen otras plantas características de ecología más amplia, como Coris monspeliensis, Fumana procumbens, Helianthemum sp., Lithodora fruticosa, Salvia lavandulifolia, etcétera.